# داون (ویرجینیا)
داون (به انگلیسی: Dawn) یک منطقهٔ مسکونی در ایالات متحده آمریکا است که در ویرجینیا واقع شده‌است.

## اماکن جذب‌کننده
مدرسه‌ای به نام سپیده دم دارد. کلیسای باپتیست صهیون در دومین کوه آن قرار دارد. اغذیه فروشی ضمیر لو و فروشگاه راحتی سحر در روستا نیز قرار دارند.

## راه‌های اصلی مواصلاتی
شاهراه ۳۰ برای دسترسی سریع به ایالت‌های اطراف اتوبان ۹۵، از طریق کینگ دومینیون و داسول را فراهم می‌کند. شاهراه ایالتی ۳۰۱ ایالات متحده و همچنین اس آر ۲ برای وصل شدن بولینگ گرین کنتاکی و و ریچموند را فراهم می‌کند.